# Rockdale (Wisconsin)
Rockdale es una villa ubicada en el condado de Dane en el estado estadounidense de Wisconsin. En el Censo de 2010 tenía una población de 214 habitantes y una densidad poblacional de 342,85 personas por km².

## Geografía
Rockdale se encuentra ubicada en las coordenadas 42°58′12″N 89°1′50″O / 42.97000, -89.03056. Según la Oficina del Censo de los Estados Unidos, Rockdale tiene una superficie total de 0.62 km², de la cual 0.59 km² corresponden a tierra firme y (5.81%) 0.04 km² es agua.

## Demografía
Según el censo de 2010, había 214 personas residiendo en Rockdale. La densidad de población era de 342,85 hab./km². De los 214 habitantes, Rockdale estaba compuesto por el 99.07% blancos, el 0% eran afroamericanos, el 0% eran amerindios, el 0.47% eran asiáticos, el 0% eran isleños del Pacífico, el 0% eran de otras razas y el 0.47% pertenecían a dos o más razas. Del total de la población el 1.87% eran hispanos o latinos de cualquier raza.